# Sonh
Sonh est une localité située dans le département de Oula de la province du Yatenga dans la région Nord au Burkina Faso.

## Histoire
Depuis 2019, le village de Sonh accueille de nombreuses familles de déplacés internes du nord du Yatenga fuyant les exactions et les violences liées à l'insurrection djihadiste au Burkina Faso dans le cadre de la guerre du Sahel.

## Santé et éducation
Le centre de soins le plus proche de Sonh est le centre de santé et de promotion sociale (CSPS) de Oula tandis que le centre hospitalier régional (CHR) se trouve à Ouahigouya.